# Zdeněk Štybar
Zdeněk Štybar (Planá, República Checa, 11 de diciembre de 1985) es un ciclista checo, profesional entre 2005 y 2023, que se retiró tras la celebración del Campeonato Mundial de Ciclocrós de 2024.

## Biografía
Es especialista en ciclocrós, disciplina en la que ha logrado el Campeonato del Mundo en 2010, 2011 y 2014 y la Copa del Mundo en 2010. 
También participa en competiciones de ruta, logrando en 2013 ganar el Eneco Tour y llevarse dos etapas, y lograr su primera victoria en una gran vuelta, en la 7.ª etapa de la Vuelta a España, donde logró vencer en la meta al belga Philippe Gilbert.
En 2015 hizo podio en la París-Roubaix, siendo superado solo por John Degenkolb y mejorando su posición del año anterior cuando fue 5.º. Ese mismo año conquistó una etapa del Tour de Francia, en la sexta etapa con final en Le Havre, un final que le favorecía bastante al encontrarse la meta en un pequeño repecho.
En 2017 volvería a repetir un segundo puesto en la París-Roubaix.

## Palmarés

### Carretera
| 2006 - 1 etapa de la Vuelta a Lérida - 1 etapa del Tour de los Pirineos 2010 - 1 etapa del Tour de Eslovaquia 2011 - 3.º en el Campeonato de República Checa en Ruta 2012 - 1 etapa de los Cuatro Días de Dunkerque - 2.º en el Campeonato de República Checa Contrarreloj - 1 etapa del Tour de Polonia 2013 - Eneco Tour, más 2 etapas - 1 etapa de la Vuelta a España 2014 - 3.º en el Campeonato de República Checa Contrarreloj - Campeonato de República Checa en Ruta - 1 etapa del Eneco Tour - Binche-Chimay-Binche | 2015 - Strade Bianche - 1 etapa del Tour de Francia - 1 etapa del Tour de la República Checa 2016 - 1 etapa de la Tirreno-Adriático - 2.º en el Campeonato de República Checa en Ruta 2017 - Campeonato de República Checa en Ruta 2019 - 1 etapa de la Vuelta al Algarve - Omloop Het Nieuwsblad - E3 BinckBank Classic 2020 - 1 etapa de la Vuelta a San Juan - 2.º en el Campeonato de República Checa en Ruta |

### Ciclocrós
| 2004-05 - Campeonato Mundial sub-23 de Ciclocrós - Campeonato de la República Checa 2005-06 - Campeonato Mundial sub-23 de Ciclocrós - 3.º en el Campeonato Europeo de Ciclocrós sub-23 2006-07 - 2.º en el Campeonato de la República Checa - 2.º en el Campeonato Europeo de Ciclocrós sub-23 - Int. Openingsveldrit Harderwijk om de Grote Prijs Shimano - Kermiscross Ardooie - 2.º en el Superprestigio - Ruddervoorde - Faè di Oderzo 2007-08 - 2.º en el Campeonato Mundial - Campeonato de la República Checa - ? en la Copa del Mundo de Ciclocrós - Kalmthout - Toi Toi Cup - Louny - Plzen - Podborany - Faè di Oderzo 2008-09 - 2.º en el Campeonato Mundial - Campeonato de la República Checa - 8.º en el Superprestigio - Diegem - 3.º en el Gazet van Antwerpen Trofee - Loenhout - Azencross 2009-10 - Campeonato de la República Checa - Campeonato Mundial de Ciclocrós - Copa del Mundo - Koksijde - Ciclocross de Igorre - Roubaix - Superprestigio - Hamme-Zogge - Vorselaar - 2.º en el Gazet van Antwerpen Trofee - GP Hasselt - Toi Toi Cup - Stribro - Podborany - International Cyclo-cross Tervuren | 2010-11 - Campeonato de la República Checa - Campeonato Mundial de Ciclocrós - 11.º en la Copa del Mundo - Aigle - Plzen - 3.º en el Superprestigio - Ruddervoorde - Zonhoven - 2.º en el Gazet van Antwerpen Trofee - Namur - Toi Toi Cup - Stribro - Louny - Kermiscross Ardooie - Sylvester Cyclocross Bredene 2011-12 - Campeonato de la República Checa - 3.º en la Copa del Mundo - Liévin - 3.º en el Superprestigio - Hamme-Zogge - Middelkerke Noordzeecross - 34.º en la Toi Toi Cup - Stribro - Süpercross Baden - Kermiscross Ardooie 2012-13 - Campeonato de la República Checa 2013-14 - Campeonato Mundial de Ciclocrós - Versluys Cyclocross Bredene |

## Resultados en Grandes Vueltas y Campeonatos del Mundo
| Carrera         | Carrera         | 2005 | 2006 | 2007 | 2008 | 2009 | 2010 | 2011 | 2012  | 2013 | 2014 | 2015  | 2016 | 2017  | 2018 | 2019 | 2020  | 2021  | 2022 | 2023 |
| --------------- | --------------- | ---- | ---- | ---- | ---- | ---- | ---- | ---- | ----- | ---- | ---- | ----- | ---- | ----- | ---- | ---- | ----- | ----- | ---- | ---- |
|                 | Giro de Italia  | —    | —    | —    | —    | —    | —    | —    | —     | —    | —    | —     | —    | —     | 80.º | —    | —     | —     | —    | —    |
|                 | Tour de Francia | —    | —    | —    | —    | —    | —    | —    | —     | —    | —    | 103.º | —    | 102.º | —    | —    | —     | —     | —    | —    |
|                 | Vuelta a España | —    | —    | —    | —    | —    | —    | —    | 76.º  | Ab.  | —    | —     | 63.º | —     | —    | 55.º | 102.º | 133.º | —    | —    |
| Mundial en Ruta | Mundial en Ruta | —    | —    | —    | —    | —    | —    | —    | 116.º | 26.º | 83.º | 43.º  | 45.º | 14.º  | Ab.  | 13.º | —     | 7.º   | 42.º | —    |

—: no participa

Ab.: abandono

## Equipos
- Fidea (2005-2011)
  - Fidea Cycling Team (2005-2008)
  - Telenet-Fidea (2009-2011)[4]
- Quick Step (2011[5]-2022)
  - QuickStep Cycling Team (2011)[5]
  - Omega Pharma-QuickStep (2012-2014)
  - Etixx-Quick Step (2015-2016)
  - Quick-Step Floors (2017-2018)
  - Deceuninck-Quick Step (2019-2021)
  - Quick-Step Alpha Vinyl Team (2022)
- Team Jayco AlUla (2023)